# Subemitent usługowy
Subemitent usługowy – podmiot będący stroną zawartej z emitentem umowy, który zobowiązuje się do nabycia na własny rachunek całości lub części papierów wartościowych danej emisji, oferowanej wyłącznie temu podmiotowi w celu dalszego ich zbywania w ofercie publicznej.